# 村上信夫 (脚本家)
村上 信夫（むらかみ のぶお、1958年5月7日 - ）は、日本の放送作家、大学教授。

## 経歴
東京都生まれ。1985年日本大学法学部卒業。立教大学大学院修士課程修了。同博士課程中退。野村芳太郎・井上和男と知り合ったことがきっかけで映画やドラマのシナリオを書き始める。報道番組、ドキュメンタリーなどの構成も手掛けている。2002年4月1日～2009年3月31日の間JFN系列局で放送されていたWELCOME!ANOTHER WORLDにて原作・脚本を務める。立教大学大学院では危機管理/メディア論などの研究を行なっている。研究テーマである危機管理に対し1989年に起きた天安門事件で衝撃を受けたことを理由にあげており、それ以降放送作家の仕事を行う中でも常に考えてきたものだと述べている。2012年4月から茨城大学人文学部教授。

## 書籍
- 『子どもの安全はこうして守る!』（2006年、グラフ社）
- 『犯罪心理学者 花見小路珠緒の不思議事件ファイル 』(2006年、グラフ社ミステリー)
- 『企業不祥事が止まらない理由』（2008年、芙蓉書房出版）
- 『会社をつぶす経営者の一言 「失言」考現学』(2010年、中公新書ラクレ)